# Alex Pompez
Alejandro Pompez, detto Alex (Key West, 3 maggio 1890 – New York, 14 marzo 1974), è stato un dirigente sportivo statunitense, introdotto nella National Baseball Hall of Fame nel 2006.

## Biografia
Pompez fu proprietario dei Cuban Stars della Eastern Colored League tra il 1923 e il 1928 e dei New York Cubans della Negro National League dal 1935 al 1951. Nel 1924 contribuì ad organizzare le prime Negro League World Series. Firmò numerosi giocatori latino-americani per le squadre della Negro league, inclusi Martín Dihigo, Minnie Miñoso e Alejandro Oms.
Nel 1948, sentendo che l'integrazione nel mondo del baseball avrebbe cambiato le Negro league, Pompez fece divenire i New York Cubans un'affiliata delle minor league dei New York Giants. Pompez fu un osservatore nell'America Latina per i Giants che firmarono diversi giocatori dietro suo suggerimento, inclusi Camilo Pascual, Tony Oliva e Orlando Cepeda. Nel 1950, Pompez fece un rapporto favorevole ai Giants su Fidel Castro.